# オランダのスポーツ
オランダのスポーツでは、オランダにおけるスポーツ競技について記述する。1,700万人のオランダ国民のうち、およそ500万人が何らかのスポーツ団体に所属しており、15歳以上の国民の3分の2は週1度以上スポーツをするといわれているほどスポーツは盛んである。

## オリンピック
オランダでは1928年アムステルダムオリンピックが開催されている。オランダがこれまで最も多くメダルを獲得した夏季オリンピックは、2021年東京大会の36個であり、冬季オリンピックでは2014年ソチ大会の24個である。

## 団体競技

### サッカー
オランダ国内でも他のヨーロッパ諸国同様に、サッカーが圧倒的に1番人気のスポーツとなっており、競技人口は100万人でありオランダの競技の中では最も多い。1956年にはプロサッカーリーグの『エールディヴィジ』が創設された。同リーグは日本人選手と結びつきが強いリーグの一つであり、過去には小野伸二を筆頭に、本田圭佑、吉田麻也、堂安律、板倉滉などが在籍していた。現在でも複数の選手が所属している。
オランダサッカー協会（KNVB）によって構成されるサッカーオランダ代表は、欧州のみならず世界の強豪国のうちの一つに数えられ、FIFAワールドカップには10度出場しており1974年大会、1978年大会、2010年大会と3回準優勝に輝いている。UEFA欧州選手権には10度出場しており、1988年大会では悲願の初優勝を果たした。UEFAチャンピオンズリーグではアヤックスが4度、フェイエノールトとPSVが1度ずつ優勝している。また、世界王者を決める大会であるクラブワールドカップの前身であるインターコンチネンタルカップ優勝を、アヤックスが2度、フェイエノールトが1度、準優勝をPSVが1度経験している。この3クラブは毎シーズン常に国内リーグで優勝争いを繰り広げており、殆どのタイトルを独占している。
サッカー女子代表も近年では強豪国としての地位を固めつつある。FIFA女子ワールドカップには2度の出場歴があり、2015年大会で初出場し日本代表に敗れたがベスト16となった。2019年大会では決勝まで進出し、アメリカ代表と対戦して0-2で敗れたが準優勝の成績を収めた。UEFA欧州女子選手権にはこれまで4度出場しており、2017年大会では初優勝を果たしている。オリンピックにも2021年東京五輪で初出場を遂げ、ベスト8となった。

### クリケット
オランダでは非イギリス連邦国としては珍しくクリケットが盛んであり、クリケットオランダ代表は2011年までワールドカップで2勝を挙げている。

### ホッケー
ホッケーもオランダでは人気のスポーツとなっており、ホッケーオランダ代表はオリンピックでもメダルを獲得するなどヨーロッパ屈指の強豪国として知られている。

### バレーボール
オランダではバレーボールもまた人気のスポーツの一つである。全体的に選手たちの身長が高く、将来が有望視される選手が数多く存在している。

### 野球
オランダ王立野球ソフトボール連盟は1912年に欧州野球連盟に加盟しており、野球の歴史は古い。海外領土でもあるキュラソーの影響も事情が重なってか、欧州では例外的に野球が行われておりオランダは強豪国の一角である。ホーフトクラッセという名のアマチュアリーグも存在しており、ハーレムでは国際大会でもあるハーレムベースボールウィークが開催されている。欧州選手権では圧倒的な強さを誇り、イタリアを大きく突き放し大会最多20度の優勝に輝いている。オランダ国籍のMLB選手はその多くがアンティル出身の選手だったが、近年は本国出身の選手がマイナーリーグに在籍するケースが増加している。
ちなみにオランダ国籍の野球選手の多くはオランダ本土出身ではなく、カリブ海に位置するアルバやキュラソー出身の中南米ラテン系選手が大半であり、その中でもディディ・グレゴリウスは「オランダ本土出身選手初のMLBプレイヤー」となった。更にアンドリュー・ジョーンズ、ザンダー・ボガーツ、アンドレルトン・シモンズ、ケンリー・ジャンセン、オジー・アルビーズ、ジュリクソン・プロファーなど多くの名MLBプレーヤーを輩出しており、欧州屈指の野球強豪国と位置付けられている。
WBCの参加国の1つでもあり、2009年大会ではドミニカ共和国を2度破って2次ラウンドに進出する番狂わせを起こした。2011年のW杯では、決勝でキューバを2-1で下し初の世界一となった。2013年大会では1次ラウンドで韓国、2次ラウンドでキューバを2度破るなど優勝候補を破り、準決勝に進出した。準決勝ではドミニカ共和国に敗れたが欧州初のベスト4と躍進した。日本において有名な選手としては、元ロッテ・ヤクルトのヘンスリー・ミューレンス、元楽天のアンドリュー・ジョーンズ、元ヤクルト・ソフトバンクのウラディミール・バレンティン、元ソフトバンク・ヤクルトのリック・バンデンハークがいる。

## 個人競技

### スピードスケート
スピードスケートはオランダ発祥の競技であり、一般的にオランダの国技とされている。1972年札幌五輪で3冠を達成したアルト・シェンクを始め数多くのメダリストを輩出しており、指導者が他国のヘッドコーチとして招聘される例も多い。2006年トリノ五輪と2010年バンクーバー五輪ではそれぞれ3つの金メダルを獲得している。その中でも2014年ソチ五輪では、男子500mと10,000mと女子1,500mで表彰台をオランダ勢が独占するなど、通算23個のメダルを獲得している。また、ショートトラックスピードスケートの人気も高い。

### 自転車競技
オランダ国内では自転車が好きな国柄だということもあり、伝統的に自転車競技が盛んなことでも知られる。オリンピックなどの大舞台でも多くのオランダ人選手が活躍しており、近年では2000年シドニー大会で3つの金メダルを獲得したレオンティエン・ファンモールセルなどが挙げられる。また、オランダの銀行をスポンサーとする「ラボバンクチーム」が地元チームとして人気を誇っている。

### テニス
オランダにおけるテニスは伝統的に女子より男子が強く、男子ダブルスのキャリアグランドスラムを達成した「ヤッコ・エルティン、ポール・ハーフース組」や1996年ウィンブルドン選手権・男子シングルス優勝者のリカルド・クライチェクらを輩出してきた。その一方で、車椅子テニスの分野でも世界有数の強豪国としても知られており、パラリンピックやグランドスラムにおいて男女共数多くの優勝やメダルを獲得している。

### 水泳
オランダは競泳の強豪国のうちの一つであり、2000年シドニー五輪で金メダルを獲得したピーター・ファン・デン・ホーヘンバンドは世界的に有名である。また、インヘ・デブルーインなども知られている。

### キックボクシング
オランダはこれまでに優秀なキックボクサーを数多く輩出しており、特にK-1では無差別級の世界トーナメントでピーター・アーツ、アーネスト・ホースト、レミー・ボンヤスキー、セーム・シュルトがそれぞれ複数回優勝している。その他の格闘家としては、日本のパンクラスで活躍したバス・ルッテンや、UFCやGLORYなどでも活躍したアリスター・オーフレイムが挙げられる。かつて国内では『IT'S SHOWTIME』という大規模な格闘技イベントが開催されており、アムステルダム・アレナ大会を開催した際には超満員の観客を集めた。

### 柔道
オランダでは重量級から中量級にかけて優れた柔道家が多く、アントン・ヘーシンクやウィレム・ルスカといった多くの名選手を輩出している。また、オランダで柔道家として登録された人口は6万人ともいわれ、人口あたりの柔道家数は日本の倍となっている。

## その他

### 自動車競技

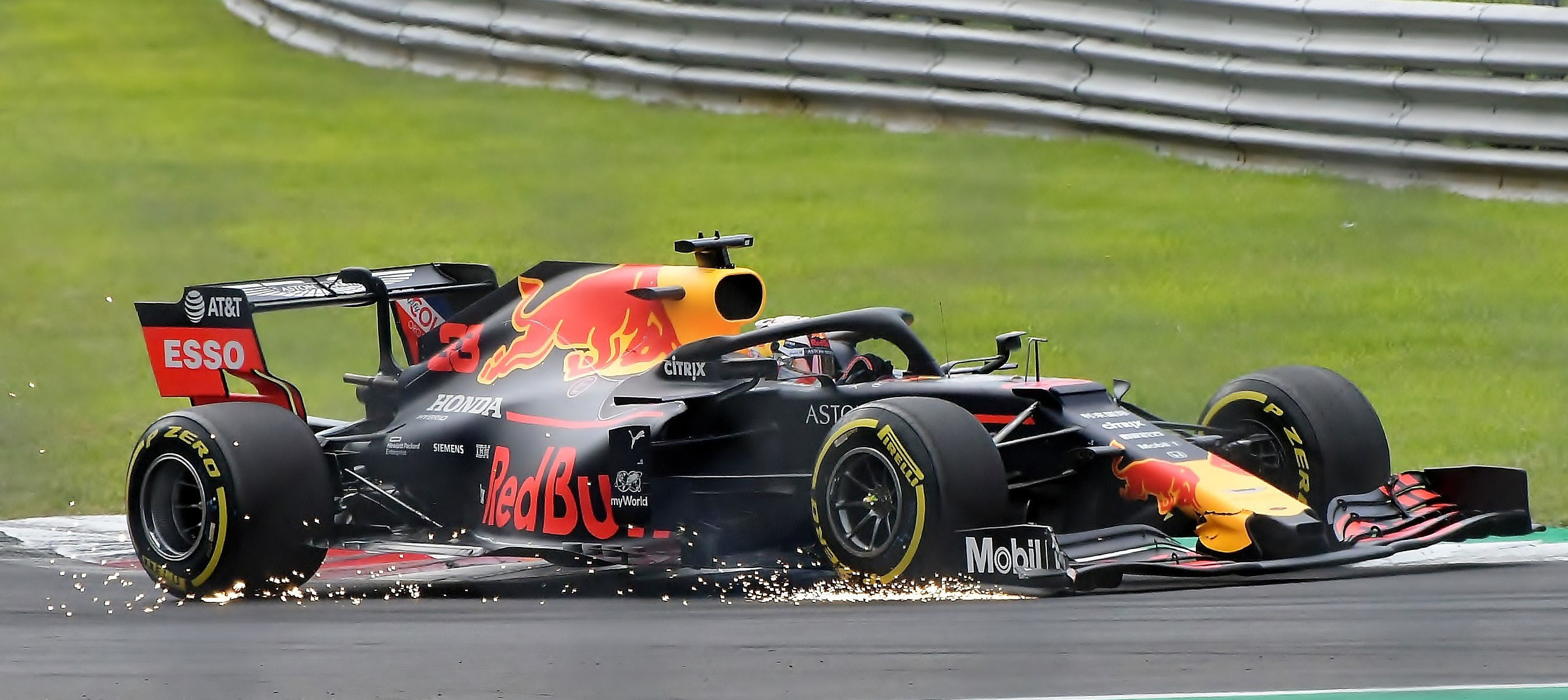
レッドブル・ホンダ（RB15）をドライブするマックス・フェルスタッペン（2019年モンツァ）

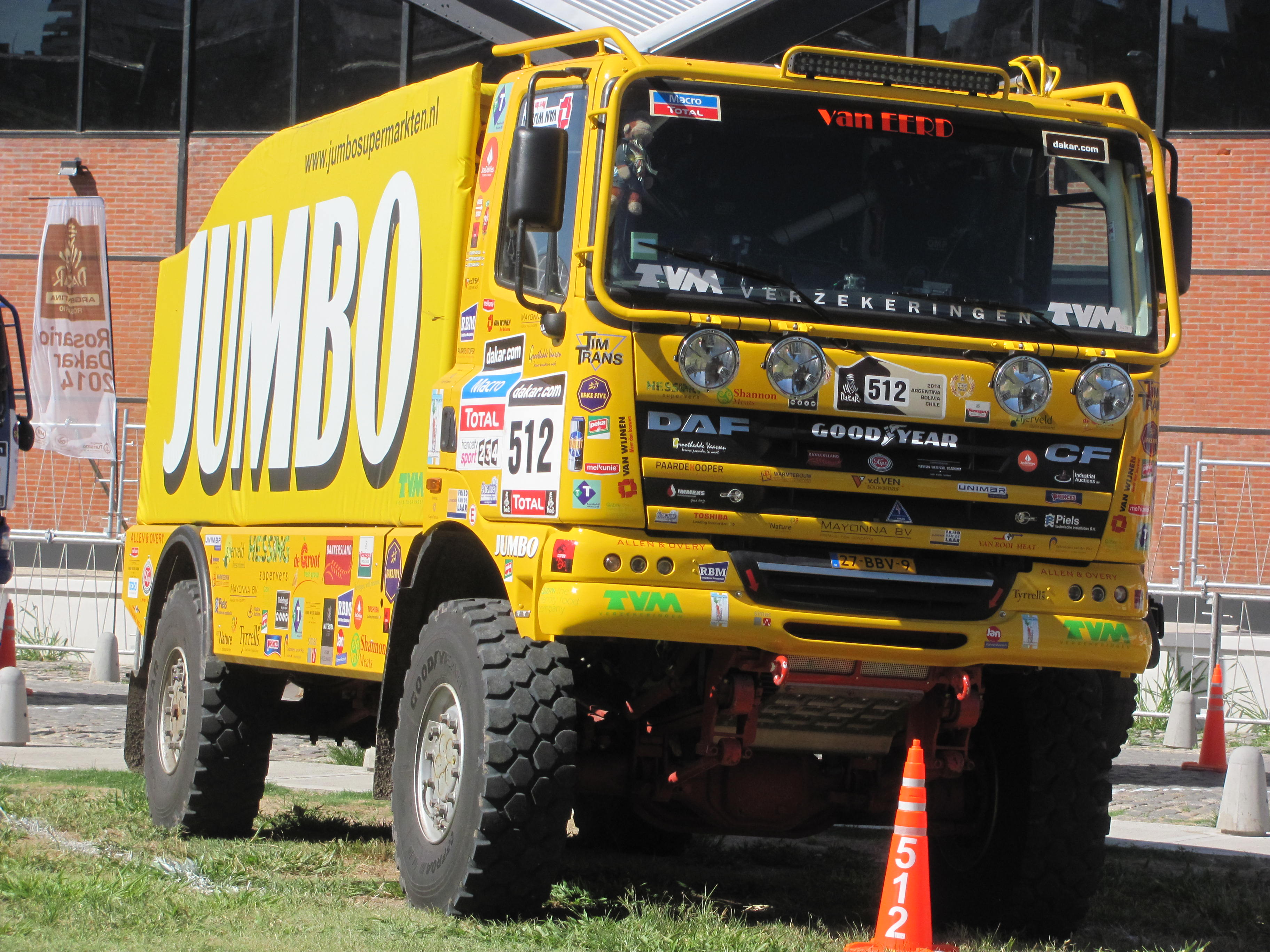
DAFのレーシングトラック（2014年ダカール）

オランダは、古くは初めて四輪駆動の乗用車を製造したスパイカーや、現在幅広い乗用車に用いられているCVTを初めて乗用車に採用したDAFなど、元々は自動車系の産業が盛んな国である。現在はトラックメーカーや少量生産のスポーツカーメーカーで知られる。
古くから多くのモータースポーツ選手を輩出してきたが、中でも最も有名なのは2023年現在、ホンダのパワーユニットを搭載したマシンで2度のF1チャンピオンとなっているマックス・フェルスタッペンである。なお彼の父のヨス・フェルスタッペンもF1ドライバーであった。F1コンストラクターとしてはスパイカーが短期間だけ参戦した。
ダカール・ラリーでは、オランダ人は乗用車やバギーよりも圧倒的にトラックでの参加が多く、中でもデ・ルーイの一族（ヤン・デ・ルーイ、ジェラルド・デ・ルーイ、ハンス・ステイシーなど）は多数のトラック部門優勝を挙げている。
ラリークロスやモトクロス・オブ・ネイションズは（欧州本土での）初イベントがオランダ開催であり、ジャンルそのものの勃興に関わっている。
この他元F1レーサーでル・マン24時間レース覇者のヤン・ラマース、WTCCやGT3での活躍で知られるニック・キャッツバーグ、フォーミュラEドライバーのロビン・フラインス、小林可夢偉と共にデイトナ24時間を2度制したレンガー・ヴァン・デル・ザンデもオランダ人である。
日本のカテゴリへ参戦したドライバーとしては、フォーミュラ・ニッポンでチャンピオンとなったトム・コロネル（双子のティムもレーサー）、SUBARUのニュルブルクリンク24時間レースに長年関わっているカルロ・ヴァン・ダムなどが知られる。